# Loukas Sideras
Loukas Sideras (griechisch: Λουκάς Σιδεράς) (* 5. Dezember 1944 in Athen) ist ein griechischer Musiker. Er war Schlagzeuger der Progressive Rockband Aphrodite’s Child.

## Aphrodite's Child
Zusammen mit Vangelis Papathanassiou und Demis Roussos unterzeichnete er 1967 in Frankreich einen Plattenvertrag mit Mercury Records. Aphrodite's Child hatte mehrere Hitsingles und veröffentlichte drei LPs: End of the world, It's Five o'Clock und 666. Sideras komponierte einige der Lieder und sang auch lead.

## Solokarriere
Nach der Auflösung von Aphrodite's Child 1972 veröffentlichte Sideras 2 Soloalben mit mäßigem Erfolg. Später gründete er verschiedene Rockgruppen, von denen LST (Loukas Sideras Trio) noch heute auftritt. Außerdem arbeitete er als Produzent für andere Musiker, z. B. für Riccardo Cocciante beim Album Alba (1975).